# Pressstempelkanne

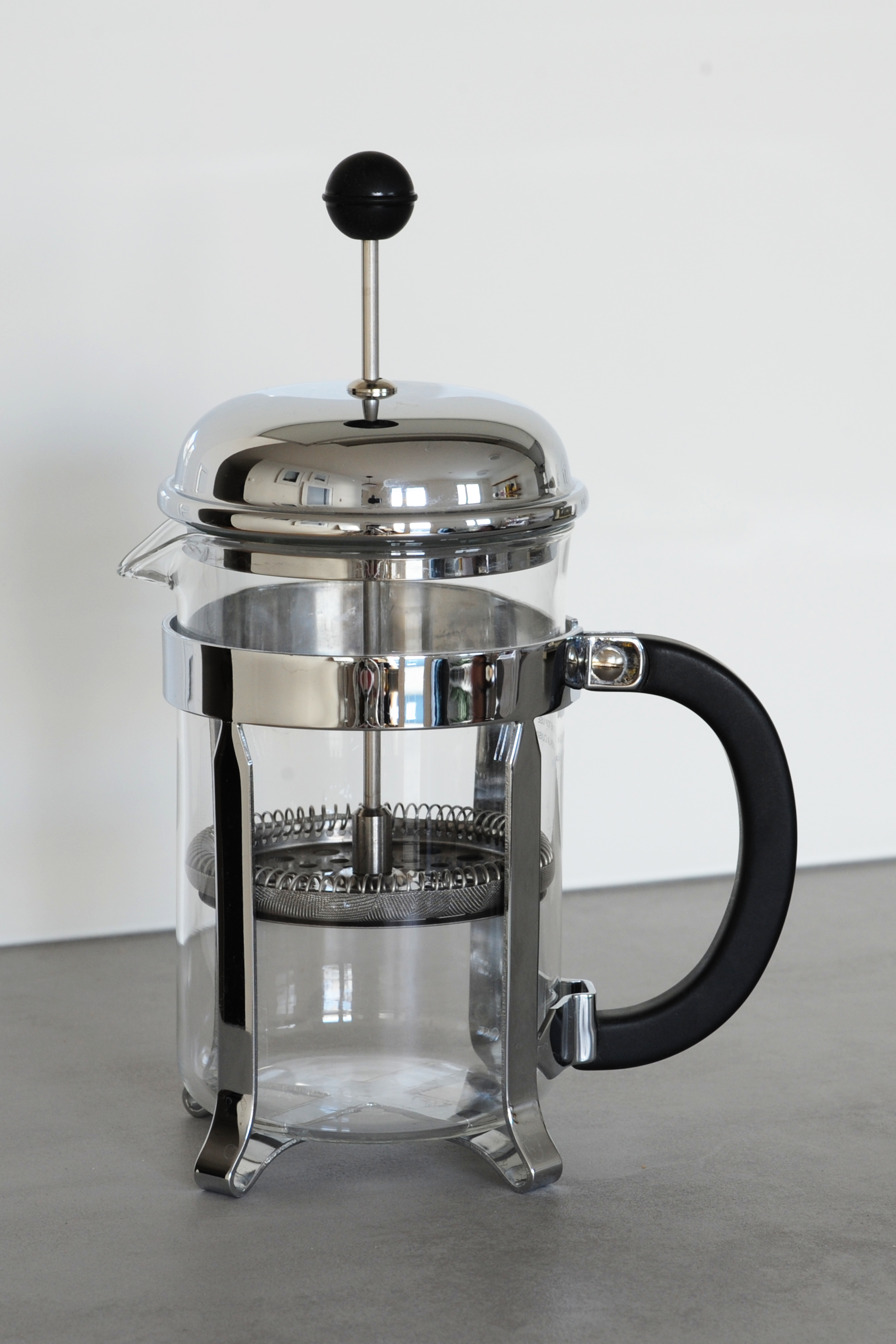
Pressstempelkanne mit teilweise hineingedrücktem Sieb

Die Pressstempelkanne (auch Stempelkanne, French Press, Kaffeepresse, Kaffeezubereiter, Kaffeedrücker, Cafetière, Kolbenkanne, Bistrokanne, Stabfilterkanne, Siebstempelkanne oder, nach den verbreitetsten Herstellern, Chambord-, Melior- oder Bodum-Kanne) ist eine Kaffeekanne, in der Kaffee gebrüht und der Kaffeesatz mittels eines Stempels mit metallenen Sieb nach unten gedrückt wird.
Sie kann auch als Servierkanne dienen. Der damit zubereitete Kaffee wird gelegentlich als Stempelkaffee bezeichnet.
Sie wurde vermutlich um 1850 in Frankreich erfunden, erstmals aber 1929 durch den italienischen Designer Attilio Calimani patentiert, der die Presse ebenso wie sein Landsmann Faliero Bondanini über die Jahre hinweg verbesserte.

## Beschreibung

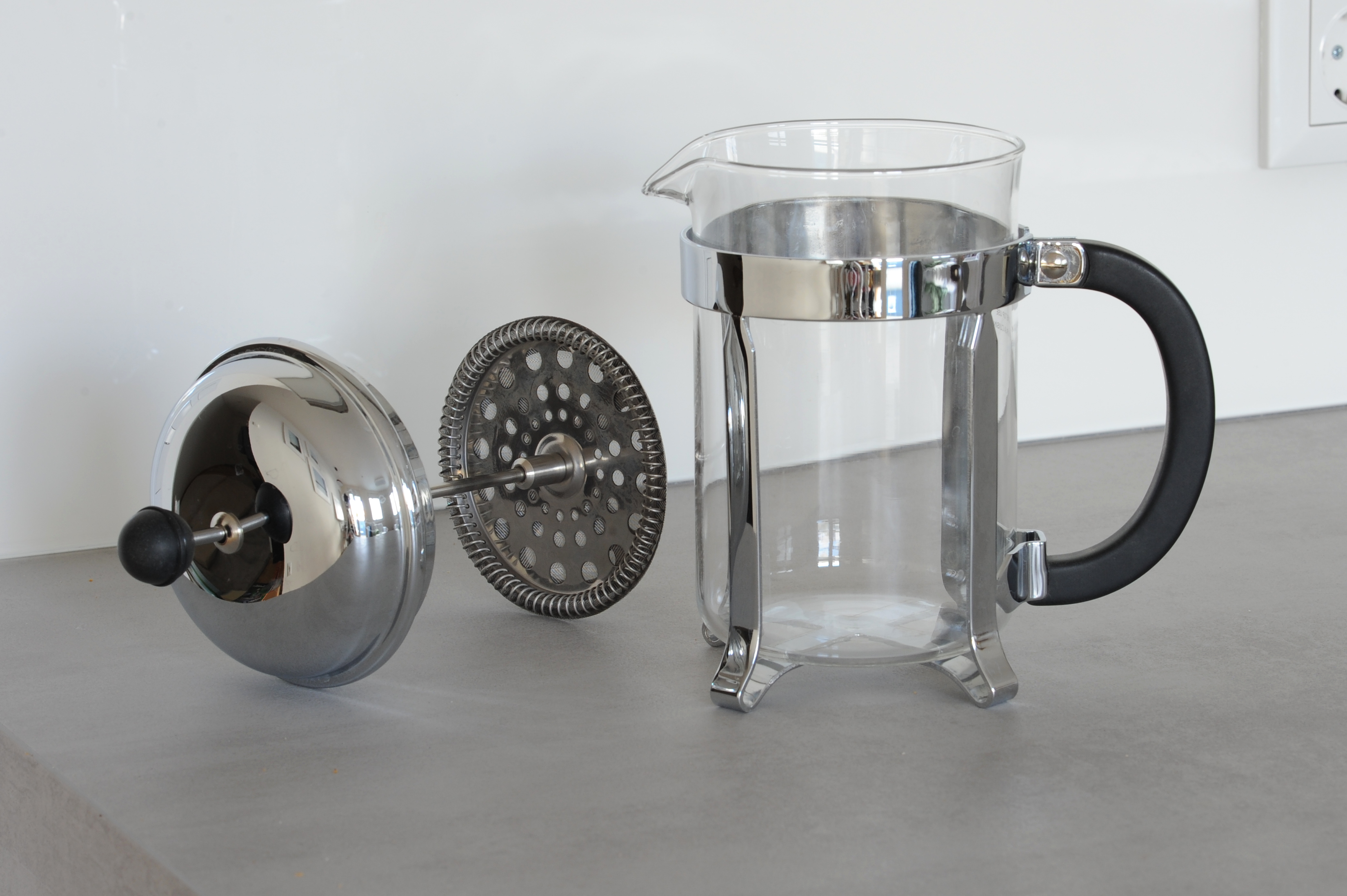
Kolben mit Filter und Kanne getrennt

Als erstes wird Kaffeepulver in die Kanne gegeben, dann mit heißem, nicht mehr kochendem Wasser übergossen. Das Kaffeepulver vermischt sich mit dem Wasser (A) und kann sein Aroma, ungehindert von einem Filter, abgeben. Die Dauer dieses Vorganges (drei bis sechs Minuten) und die Menge an Kaffeepulver bestimmen die Stärke des entstehenden Kaffees. In einem zweiten Schritt wird umgerührt. Besteht die Kanne aus Glas, sollte dabei kein metallener Löffel benutzt werden, um ein Zerspringen zu vermeiden. Danach drückt man den Stempel mit dem metallenen Filter auf den Kannenboden. Der Kaffeesatz (B) ist nun von der Flüssigkeit (C) getrennt am Boden der Kanne. Der fertige Kaffee kann aus der Kanne gegossen werden, ohne dass Kaffeesatz mit in die Tasse gelangt (D).

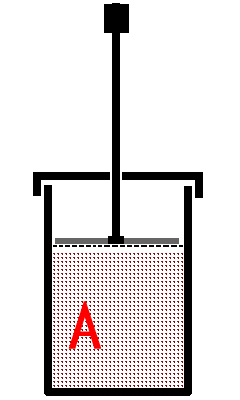
Kaffeepresse beim Einfüllen
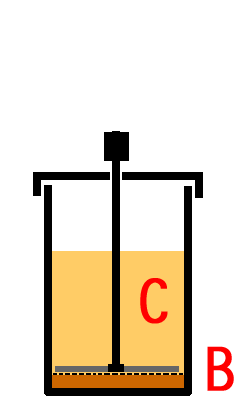
Kaffeepresse mit heruntergedrücktem Stempel
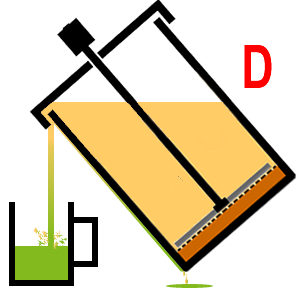
Einschenken des Kaffees

Diese Brühmethode belässt das Kaffeepulver über eine längere Zeit im direkten Kontakt zum Kaffeewasser, daher gehört sie zu den Immersionsmethoden.
Die Koffein-Extraktion erfolgt also nur mit einer einmaligen, aber großen Menge frischen Wassers (einstufige Extraktion), im Gegensatz zur kontinuierlichen Extraktion, bei der über einen gewissen Zeitraum mit kleinen Mengen Wasser das Koffein herausgelöst wird (Kreuzstromextraktion). Bei letzterem Vorgang ist der Koffeingehalt im Wasser am Anfang groß und am Ende klein.
Der Restkoffeingehalt im Kaffeepulver ist bei der Pressstempelkanne höher und mithin im Kaffee niedriger als bei einem Kaffee mit kontinuierlicher Wasserzufuhr.
Die Filterwirkung entsteht nicht allein durch das Filtersieb, sondern auch durch den Filterkuchen, der dadurch entsteht, dass sich gröbere Partikel an das Sieb anlagern und es verdichten. Im Vergleich zu anderen Methoden verbleiben mehr kleinere Pulverpartikel, welche nicht erfasst und ausgefiltert werden können, im fertigen Kaffee. Der Kaffee ist dadurch aromatischer und gefühlt stärker als Kaffee, der mit der herkömmlichen Papierfiltermethode hergestellt wird. Üblicherweise wird bei dieser Methode ein etwas gröber gemahlener Kaffee bevorzugt.

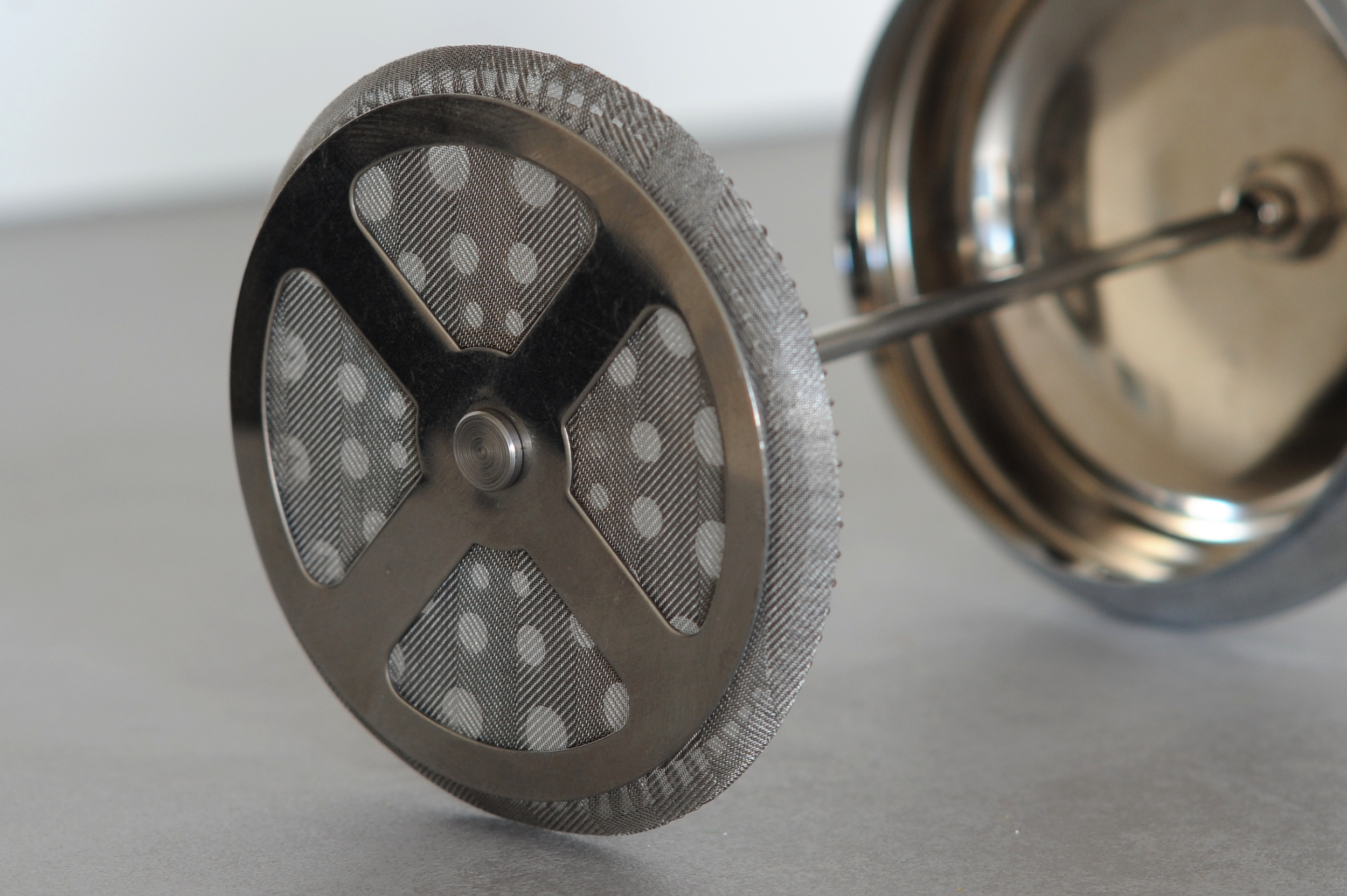
Unterseite des Filters
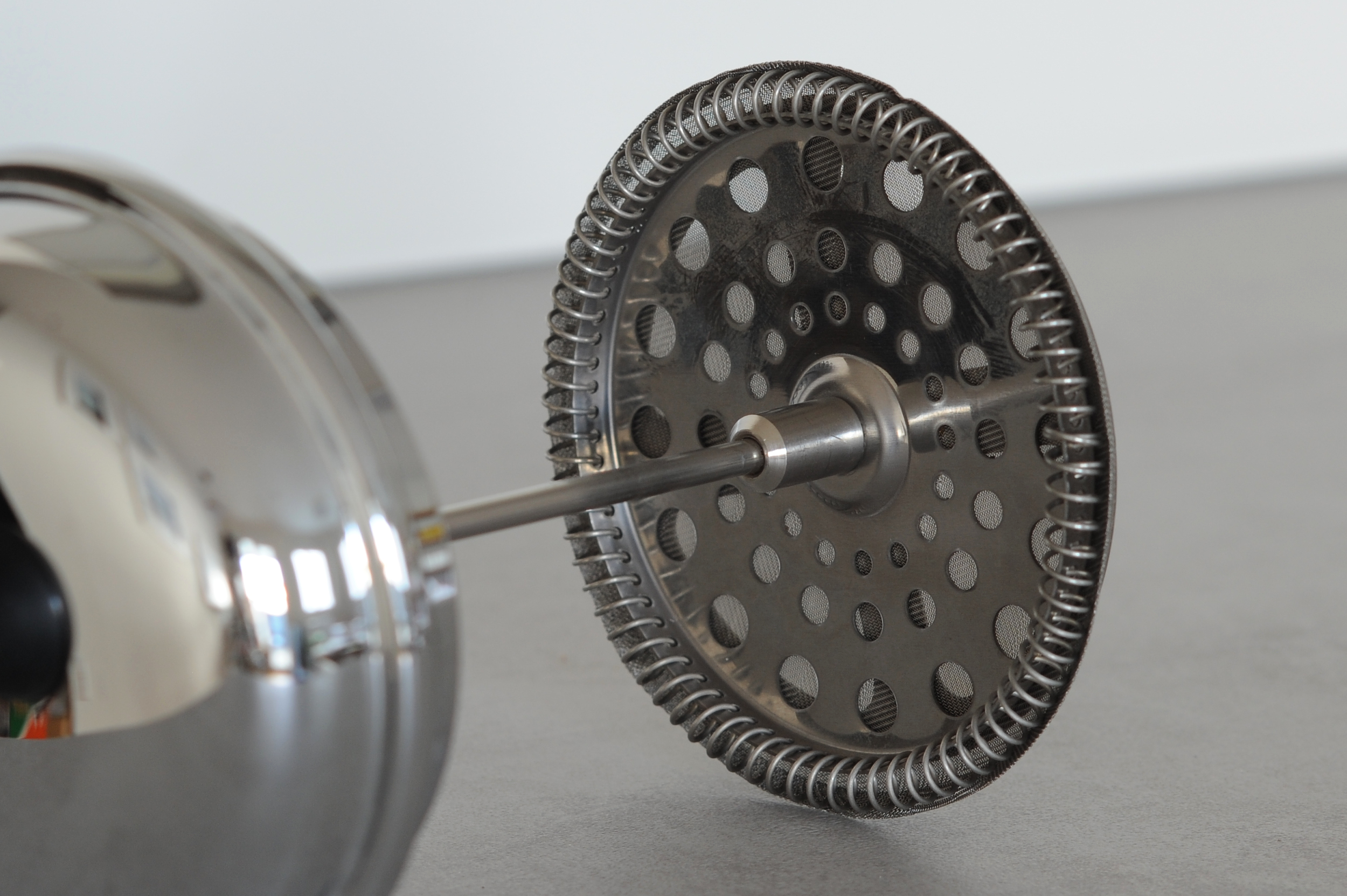
Oberseite des Filters

Im Handel gibt es Pressstempelkannen in verschiedenen Variationen. Die Kannen unterscheiden sich in den Volumina, Material, Wärmedämmung und Design.